# Щюрмер
„Дер Щюрмер“ (на немски: Der Stürmer; „Щурмовакът“) е антисемитски седмичен вестник в Националсоциалистическа Германия, издаван в град Нюрнберг от 1923 до 1945 г.
Вестникът е издаван от Юлиус Щрайхер и излиза в края на всяка седмица. В него са отпечатвани предимно антисемитски статии, лозунги и карикатури, възбуждащи ненавист към евреите; публикувани са също така и статии срещу католическата църква и други „врагове на Райха“.
Изданието се характеризира с много силно изразените си антиеврейски позиции, в сравнение с други националсоциалистически вестници. Целта му, според автора, е да изобличава световното еврейство и неговото негативно политическо влияние, срещу което германецът трябвало да се бори с всички средства.
След края на Втората световна война издателят на вестника, Юлиус Щрайхер, е привлечен като обвиняем в Нюрнбергските процеси и осъден на смърт за „престъпления срещу човечеството“ (подстрекаване към преследване на евреите, свързано със съдържанието на вестника му). Главният художник-илюстратор на вестника е осъден на 6 години каторжен труд заради карикатурите му.